# Sonate K. 535
La sonate K. 535 (F.479/L.262) en ré majeur est une œuvre pour clavier du compositeur italien Domenico Scarlatti.

## Présentation
La sonate K. 535 en ré majeur, notée Allegro, forme un couple avec la sonate précédente. Elle prend forme d'une toccata toute en doubles croches qui évoque la sonate K. 198, avec le même mètre.

## Manuscrits
Le manuscrit principal est le numéro 22 du volume XIII (Ms. 9784) de Venise (1757), copié pour Maria Barbara ; les autres sont Parme XV 22 (Ms. A. G. 31420), Münster II 6 (Sant Hs 3964) et Vienne D 20. Une copie figure à Cambridge, dans le manuscrit 32 F 12 (no 28).

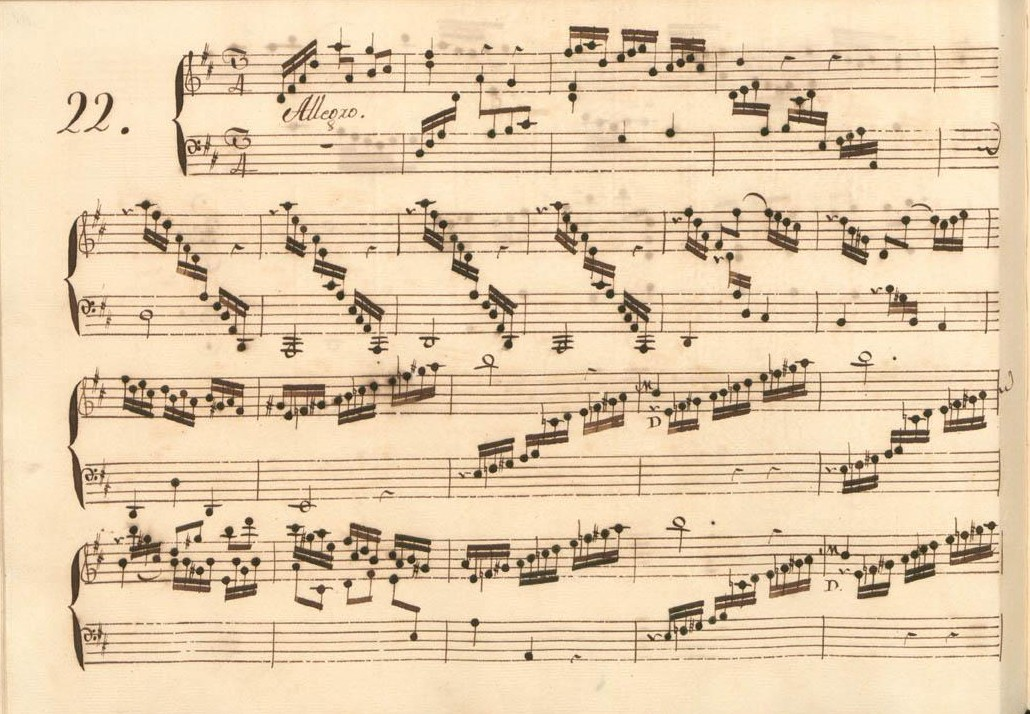
Parme XV 22.
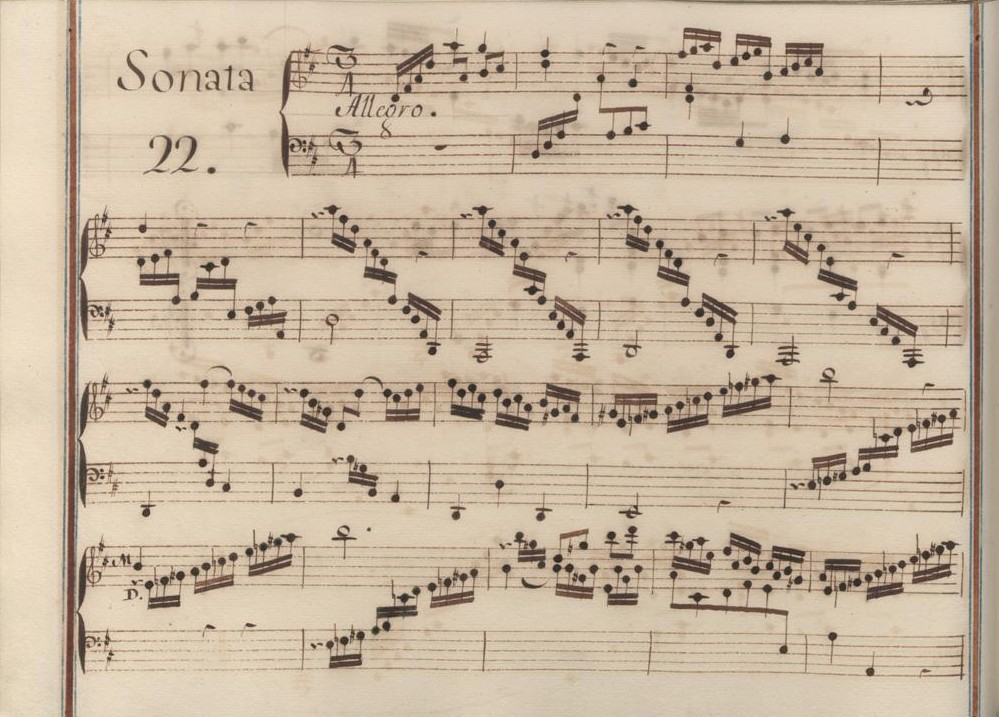
Venise XIII 22.
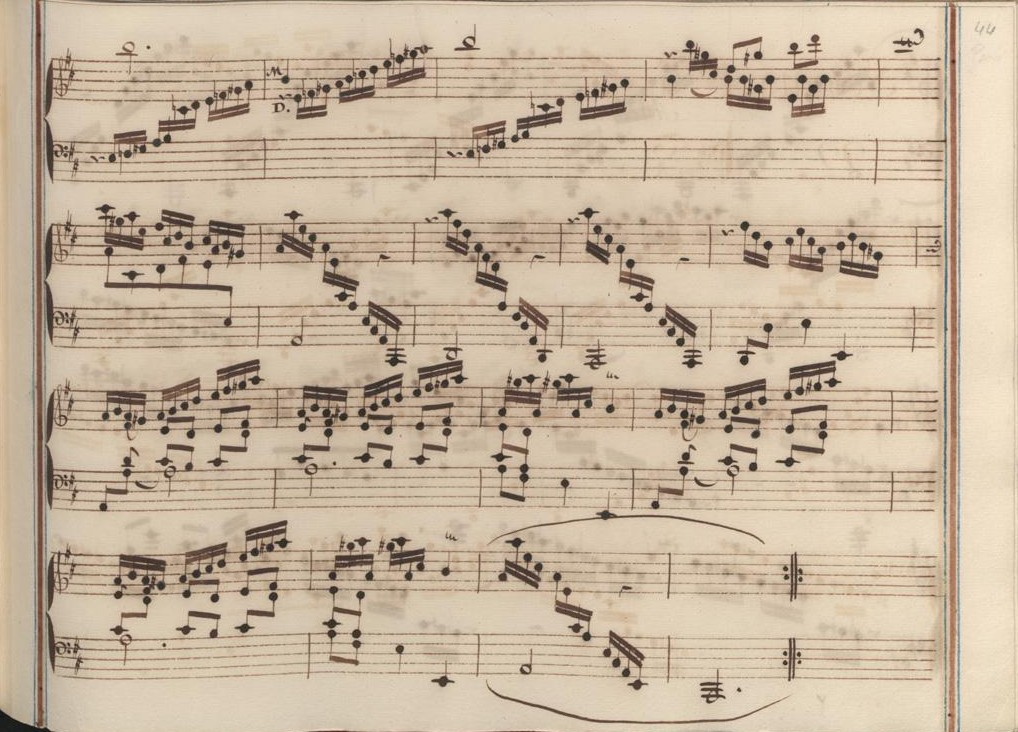
Venise XIII 22 (fin de la première section).
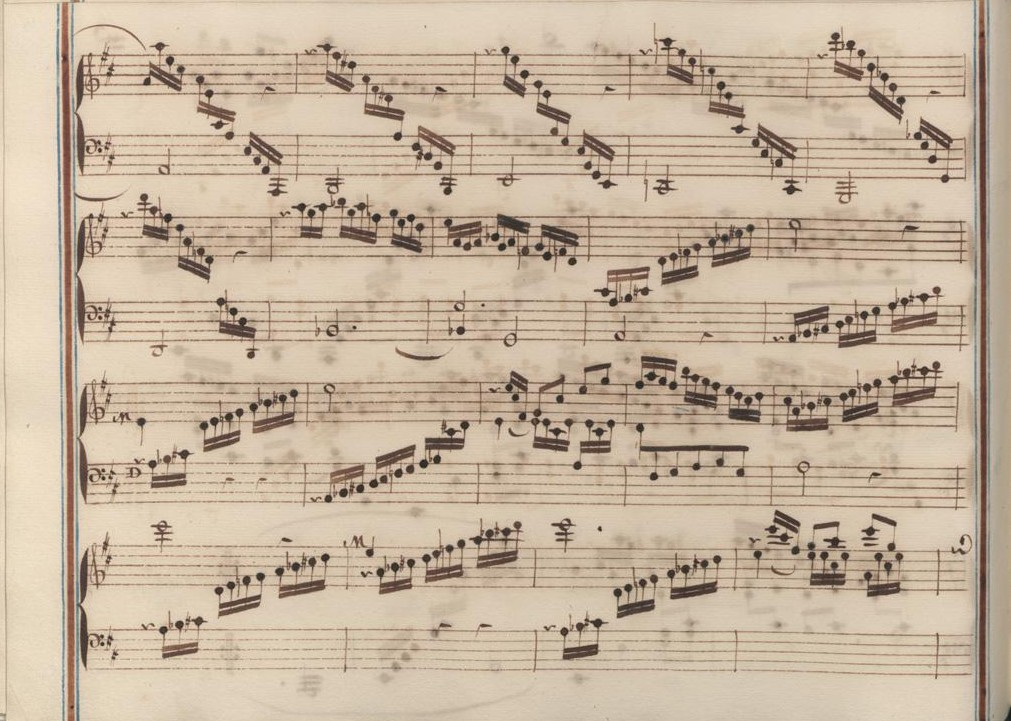
Venise XIII 22 (début de la seconde section).
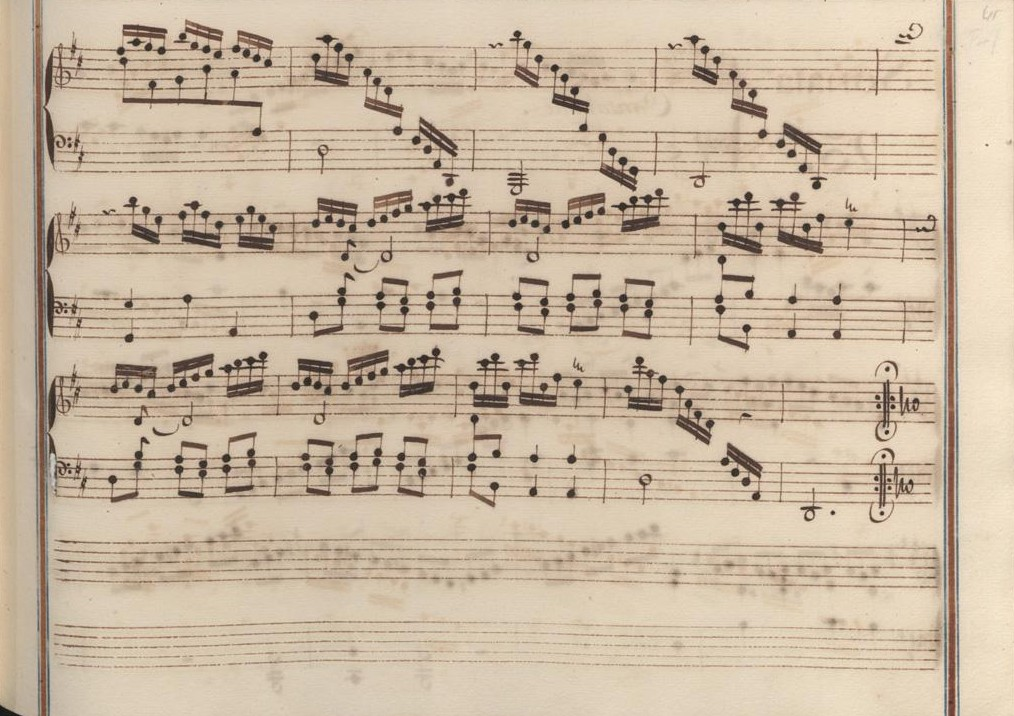
Venise XIII 22 (fin de la sonate).

## Cinéma
La pièce est utilisée pour le film L'Œil du diable (1960) d'Ingmar Bergman, à l'instar de la sonate K. 380.

## Interprètes
La sonate K. 535 est défendue au piano notamment par Lucas Debargue (2019, Sony) ; au clavecin par Huguette Dreyfus (1978, Denon), Scott Ross (1985, Erato), Ursula Duetschler (1988, Claves), Pierre Hantaï (2002, Mirare, vol. 1), Richard Lester (2004, Nimbus, vol. 5), Pieter-Jan Belder (Brilliant Classics), Jory Vinikour (2005, Delos) et Mario Martinoli (2011, Etcetera).

## Sources
: document utilisé comme source pour la rédaction de cet article.
- Ralph Kirkpatrick (trad. de l'anglais par Dennis Collins), Domenico Scarlatti, Paris, Lattès, coll. « Musique et Musiciens », 1982 (1re éd. 1953 (en)), 493 p. (ISBN 978-2-7096-0118-4, OCLC 954954205, BNF 34689181).
- Alain de Chambure, « Domenico Scarlatti : Intégrale des sonates — Scott Ross », Erato (2564-62092-2), 1985 (OCLC 891183737) .
- (es) Celestino Yáñez Navarro (thèse), Nuevas aportaciones para el estudio de las sonatas de Domenico Scarlatti. Los manuscritos del Archivo de Música de las Catedrales de Zaragoza, Universitat Autònoma de Barcelona, 2016 (lire en ligne).